# Liste der Landschaftsschutzgebiete im Landkreis Freising
Im Landkreis Freising gibt es fünf Landschaftsschutzgebiete. (Stand: November 2018)

## Liste
- Gebietsname: Amtliche Bezeichnung des Schutzgebietes
- Bild/Commons: Bild und Link zu weiteren Bildern aus dem Schutzgebiet
- LSG-ID: Amtliche Nummer des Schutzgebietes
- WDPA-ID: Link zum Eintrag des Schutzgebietes in der World Database on Protected Areas
- Wikidata: Link zum Wikidata-Eintrag des Schutzgebietes
- Ausweisung: Datum der Ausweisung als Schutzgebiet
- Gemeinde(n): Gemeinden, auf denen sich das Schutzgebiet befindet
- Lage: Geografischer Standort
- Fläche: Gesamtfläche des Schutzgebietes in Hektar
- Flächenanteil: Anteilige Flächen des Schutzgebietes in Landkreisen/Gemeinden, Angabe in % der Gesamtfläche
- Bemerkung: Besonderheiten und Anmerkungen

Bis auf die Spalte Lage sind alle Spalten sortierbar.
| Gebietsname | Bild/Commons   | LSG-ID       | WDPA-ID | Wikidata  | Ausweisung | Gemeinde(n) | Lage     | Fläche ha | Flächenanteil | Bemerkung |
| --- | -------------- | ------------ | ------- | --------- | ---------- | ----------- | -------- | --------- | --- | --------- |
| Kreisverordnung zum Schutze des tertiären Hügelrandes von Maisteig bis zur Stadtgrenze Freising                                                                           |                | LSG-00181.01 | 395653  | Q59643593 | 1970       |             | Position | 444,85    | Landkreis Freising (100 %)                                                                                                   |           |
| LSG Ampertal im Landkreis Freising | weitere Bilder | LSG-00546.01 | 396097  | Q59643438 | 1960       |             | Position | 8729,18   | Landkreis Freising (100 %)                                                                                                   |           |
| Verordnung des Bezirks Oberbayern über den Schutz von Landschaftsteilen entlang der Isar in den Landkreisen Bad-Tölz-Wolfratshausen, München, Freising und Erding als LSG | weitere Bilder | LSG-00384.01 | 395892  | Q59643434 | 1986       |             | Position | 8931,65   | Landkreis Bad Tölz-Wolfratshausen (7,2 %), Landkreis Erding (4,0 %), Landkreis Freising (52,8 %), Landkreis München (36,0 %) |           |
| Verordnung des Landkreises Freising über das LSG Freisinger Moos und Echinger Gfild                                                                                       | weitere Bilder | LSG-00552.01 | 396103  | Q59643542 | 2001       |             | Position | 5476,07   | Landkreis Freising (100 %)                                                                                                   |           |
| Verordnung des Landkreises Freising über das LSG Mooslandschaft südlich Hallbergmoos                                                                                      | weitere Bilder | LSG-00452.01 | 395960  | Q59643559 | 1990       |             | Position | 524,33    | Landkreis Freising (100 %)                                                                                                   |           |